# Алиней, Валентин Иванович
Валентин Иванович Алиней (Карпов) (8 сентября 1933 года, д. Чалымкасы Чебоксарского района Чувашской АССР (ныне — Чувашская Республика) — 28 января 2013 года,) — чувашский краевед, автор статей в Чувашской энциклопедии. Член Союза журналистов России (2005), член Союза чувашских писателей (2006). Окончил Чувашский сельскохозяйственный институт (1951—1956), Московскую сельскохозяйственную академию им. Тимирязева (1969—1970).

## Биография
Валентин родился в крестьянской семье. В 1951 г. окончил Ишакскую среднюю школу, после чего поступил в Чувашский сельскохозяйственный институт на зоотехнический факультет. 
Валентин Иванович Карпов скончался 28 января 2013 г. 

## Память
8 сентября 2018 года  Валентину Карпову (Алинею) исполнилось бы 85 лет. В Чебоксарах и Чебоксарском районе прошли ряд мероприятий, приуроченных к этой дате.